# Ка ди Пјетро (Модена)
Ка ди Пјетро је насеље у Италији у округу Модена, региону Емилија-Ромања.
Према процени из 2011. у насељу је живело 15 становника. Насеље се налази на надморској висини од 775 м.